# Hénansal
Hénansal [enɑ̃sal] est une commune française située dans le département des Côtes-d'Armor, en région Bretagne.

## Géographie
|                | La Bouillie |               |
| Saint-Alban    | Hénansal    | Hénanbihen    |
| Lamballe-Armor | Quintenic   | Saint-Denoual |

### Hydrographie
Pour un article plus général, voir Réseau hydrographique des Côtes-d'Armor.
La commune est située dans le bassin Loire-Bretagne. Elle est drainée par le Frémur et le Chifrouët,.
Le Frémur, d'une longueur de 19 km, prend sa source dans la commune de Quintenic et se jette  dans la Manche en limite de Fréhel et de Pléboulle. 
Le Chifrouët, d'une longueur de 12 km, prend sa source dans la commune de Lamballe-Armor, aux abords du hameau de Monjugien, en limite de Quintenic, traverse la commune d'est en ouest  et se jette  dans le Gouessant en limite d'Andel et de la commune. 

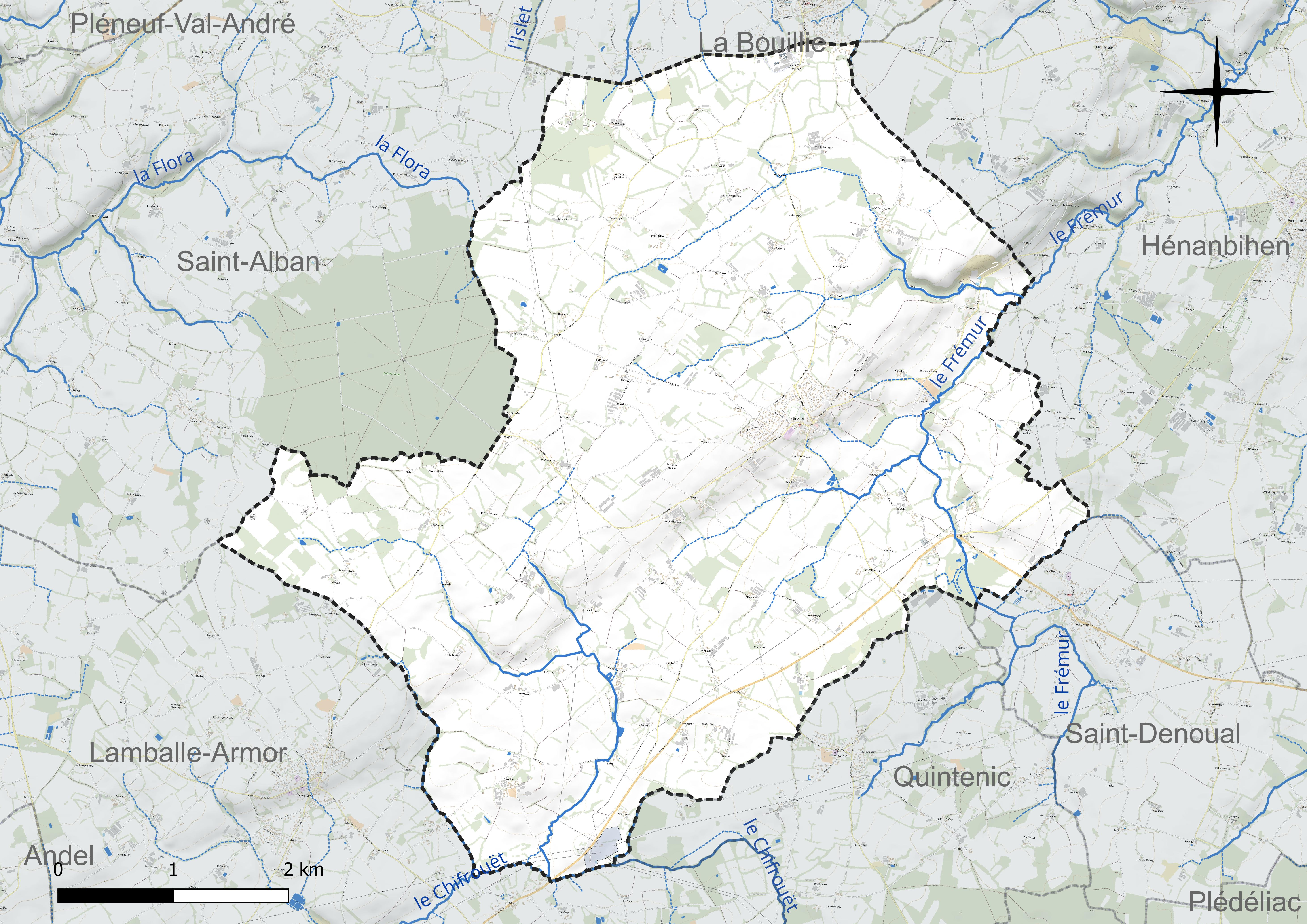
Réseau hydrographique de Hénansal.

### Climat
Pour des articles plus généraux, voir Climat de la Bretagne et Climat des Côtes-d'Armor.
En 2010, le climat de la commune est de type climat océanique franc, selon une étude du Centre national de la recherche scientifique s'appuyant sur une série de données couvrant la période 1971-2000. En 2020, Météo-France publie une typologie des climats de la France métropolitaine dans laquelle la commune est exposée à un climat océanique et est dans la région climatique Finistère nord, caractérisée par une pluviométrie élevée, des températures douces en hiver (6 °C), fraîches en été et des vents forts. Parallèlement l'observatoire de l'environnement en Bretagne publie en 2020 un zonage climatique de la région Bretagne, s'appuyant sur des données de Météo-France de 2009. La commune est, selon ce zonage, dans la zone « Intérieur », exposée à un climat médian, à dominante océanique.
Pour la période 1971-2000, la température annuelle moyenne est de 11,3 °C, avec  une amplitude thermique annuelle de 11,4 °C. Le cumul annuel moyen de précipitations est de 733 mm, avec 13,3 jours de précipitations en janvier et 6,7 jours en juillet. Pour la période 1991-2020, la température moyenne annuelle observée sur la station météorologique la plus proche, située sur la commune de Quintenic à 3 km à vol d'oiseau, est de 11,6 °C et le cumul annuel moyen de précipitations est de 769,8 mm,. Pour l'avenir, les paramètres climatiques de la commune estimés pour 2050 selon différents scénarios d'émission de gaz à effet de serre sont consultables sur un site dédié publié par Météo-France en novembre 2022.

## Urbanisme

### Typologie
Au 1er janvier 2024, Hénansal est catégorisée commune rurale à habitat dispersé, selon la nouvelle grille communale de densité à 7 niveaux définie par l'Insee en 2022.
Elle est située hors unité urbaine et hors attraction des villes,.

### Occupation des sols
L'occupation des sols de la commune, telle qu'elle ressort de la base de données européenne d’occupation biophysique des sols Corine Land Cover (CLC), est marquée par l'importance des territoires agricoles (96,2 % en 2018), une proportion sensiblement équivalente à celle de 1990 (96,3 %). La répartition détaillée en 2018 est la suivante : 
terres arables (64,8 %), zones agricoles hétérogènes (18,2 %), prairies (13,2 %), zones urbanisées (2,2 %), forêts (1 %), milieux à végétation arbustive et/ou herbacée (0,6 %). L'évolution de l’occupation des sols de la commune et de ses infrastructures peut être observée sur les différentes représentations cartographiques du territoire : la carte de Cassini (XVIIIe siècle), la carte d'état-major (1820-1866) et les cartes ou photos aériennes de l'IGN pour la période actuelle (1950 à aujourd'hui).

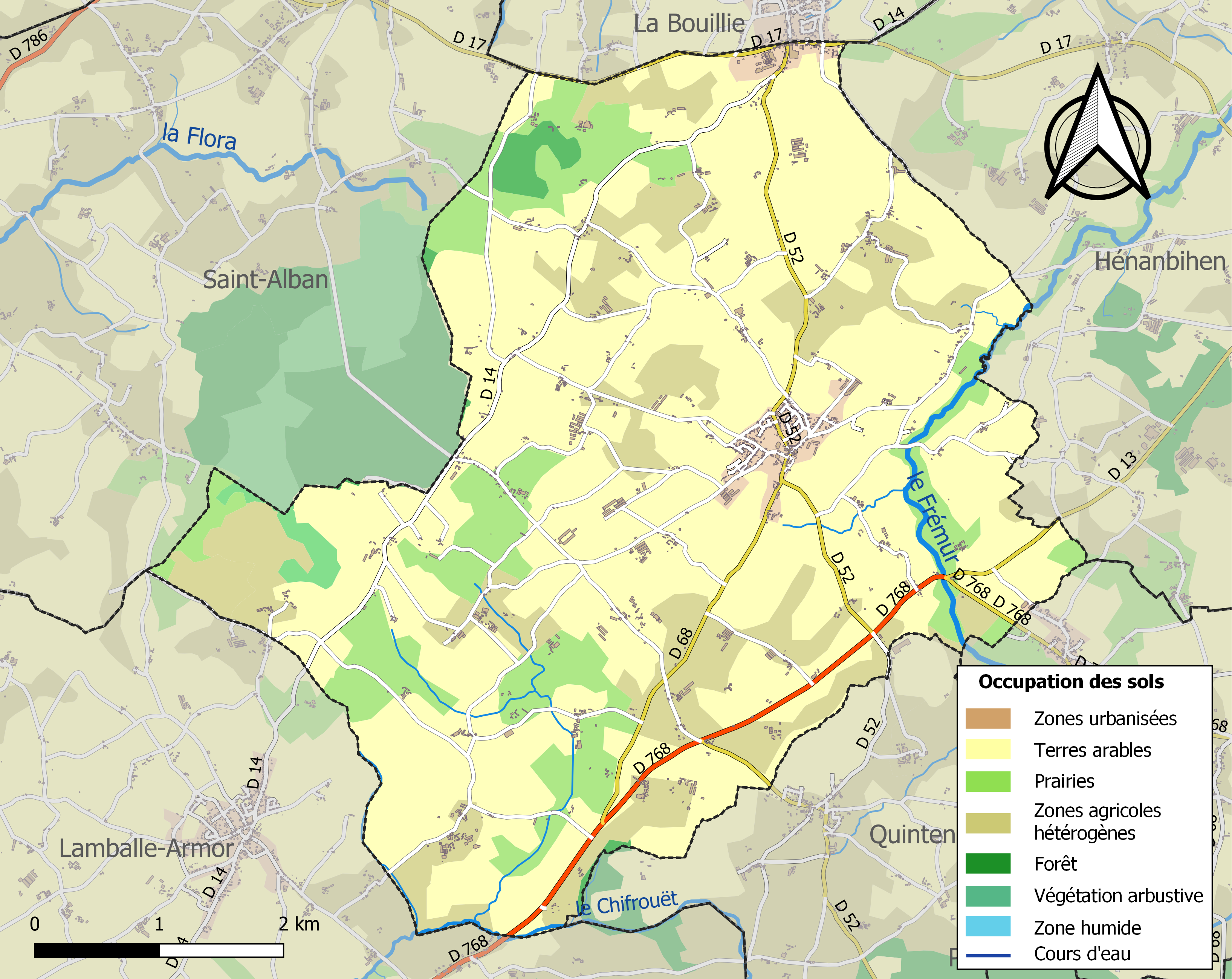
Carte des infrastructures et de l'occupation des sols de la commune en 2018 (CLC).

## Toponymie
Le nom de la localité est attesté sous les formes Henan en 1177, Heenan en 1182, Parrochia de Henant-sal en 1213, Henansal en 1256, Henantsal et Henansal en 1259, Henantsal en 1260, Henant-sal et Henansal en 1261, Henant Sal vers 1330, Henentsal en 1427, Henensal en 1428, Hennent-Sal en 1476, Henantsal en 1480, Hennensal en 1480, Henent-Sal en 1510, Henant-Sal en 1513, Henancza en 1536, Henansal en 1569.
Son nom vient du breton henan (vieux) et sal (manoir).

## Histoire

### LeXIXesiècle
Constant Droguet, né à Hénansal, vivant encore en 1906 à Moncontour, participa notamment aux batailles de Magenta et Montebello, puis à la guerre de Crimée (bataille de Solférino) et ensuite aux combats de Buzenval et Champigny pendant la guerre de 1870.

### LeXXesiècle

#### La Première Guerre mondiale
Le monument aux morts d'Hénansal porte les noms de 56 soldats morts pour la Patrie pendant la Première Guerre mondiale.

#### La Seconde Guerre mondiale
Le monument aux morts d'Hénansal porte les noms de 10 personnes mortes pour la France durant la Seconde Guerre mondiale.

## Héraldique
| Blason | Blasonnement : De gueules aux quatre fusées d'argent rangées en fasce, chargée chacune d'une moucheture d'hermine de sable, accompagnées de cinq besants aussi d'argent 3 et 2, chargés chacun d'une moucheture d'hermine de sable. |

## Politique et administration
| Période                                  | Période                   | Identité                    | Étiquette | Qualité                                            |
| ---------------------------------------- | ------------------------- | --------------------------- | --------- | -------------------------------------------------- |
| Les données manquantes sont à compléter. |                           |                             |           |                                                    |
| ca. 1939                                 |                           | Jean Hamon                  |           |                                                    |
| ?                                        | 1956                      | Jean-Baptiste Le Bret       |           |                                                    |
| Les données manquantes sont à compléter. |                           |                             |           |                                                    |
| mars 1959                                | 2 août 1974 (démission)   | Jean Hervo père             |           |                                                    |
| 2 août 1974                              | 21 septembre 1993 (décès) | Jean Hamon (1931-1993)      |           | Agriculteur Premier adjoint au maire (1971 → 1974) |
| 29 octobre 1993                          | 16 mars 2001              | Jean Hervo fils (1931-2023) |           | Exploitant agricole retraité                       |
| 16 mars 2001                             | 26 mai 2020               | Marcel Robillard            | PS        | Dirigeant d'entreprise retraité, maire honoraire   |
| 26 mai 2020                              | En cours                  | Sylvie Hervo,               | DVG       | Agricultrice                                       |

## Démographie
| 1793  | 1800  | 1806  | 1821  | 1831  | 1836  | 1841  | 1846  | 1851  |
| ----- | ----- | ----- | ----- | ----- | ----- | ----- | ----- | ----- |
| 1 190 | 1 008 | 1 080 | 1 171 | 1 154 | 1 111 | 1 194 | 1 279 | 1 251 |

| 1856  | 1861  | 1866  | 1872  | 1876  | 1881  | 1886  | 1891  | 1896  |
| ----- | ----- | ----- | ----- | ----- | ----- | ----- | ----- | ----- |
| 1 223 | 1 304 | 1 307 | 1 305 | 1 334 | 1 323 | 1 356 | 1 367 | 1 317 |

| 1901  | 1906  | 1911  | 1921  | 1926  | 1931  | 1936  | 1946  | 1954  |
| ----- | ----- | ----- | ----- | ----- | ----- | ----- | ----- | ----- |
| 1 290 | 1 281 | 1 225 | 1 094 | 1 066 | 1 070 | 1 073 | 1 008 | 1 025 |

| 1962  | 1968  | 1975  | 1982  | 1990 | 1999 | 2006  | 2007  | 2012  |
| ----- | ----- | ----- | ----- | ---- | ---- | ----- | ----- | ----- |
| 1 023 | 1 016 | 1 012 | 1 007 | 936  | 935  | 1 019 | 1 031 | 1 148 |

| 2017  | 2022  | - | - | - | - | - | - | - |
| ----- | ----- | - | - | - | - | - | - | - |
| 1 173 | 1 263 | - | - | - | - | - | - | - |

## Culture locale et patrimoine

### Lieux et monuments
- Allée couverte de Ville Bellanger.
- Croix en granit du XVe siècle, inscrite au titre des monuments historiques par arrêté du 5 octobre 1964[24].
- Église Saint-Pierre-et-Saint-Jean-Baptiste (dont le clocher est endommagé par la foudre en 1912).
- Manoir de la Vigne, XVIe siècle.
- Mottes de Duretal, construites par les Vikings au IXe siècle.

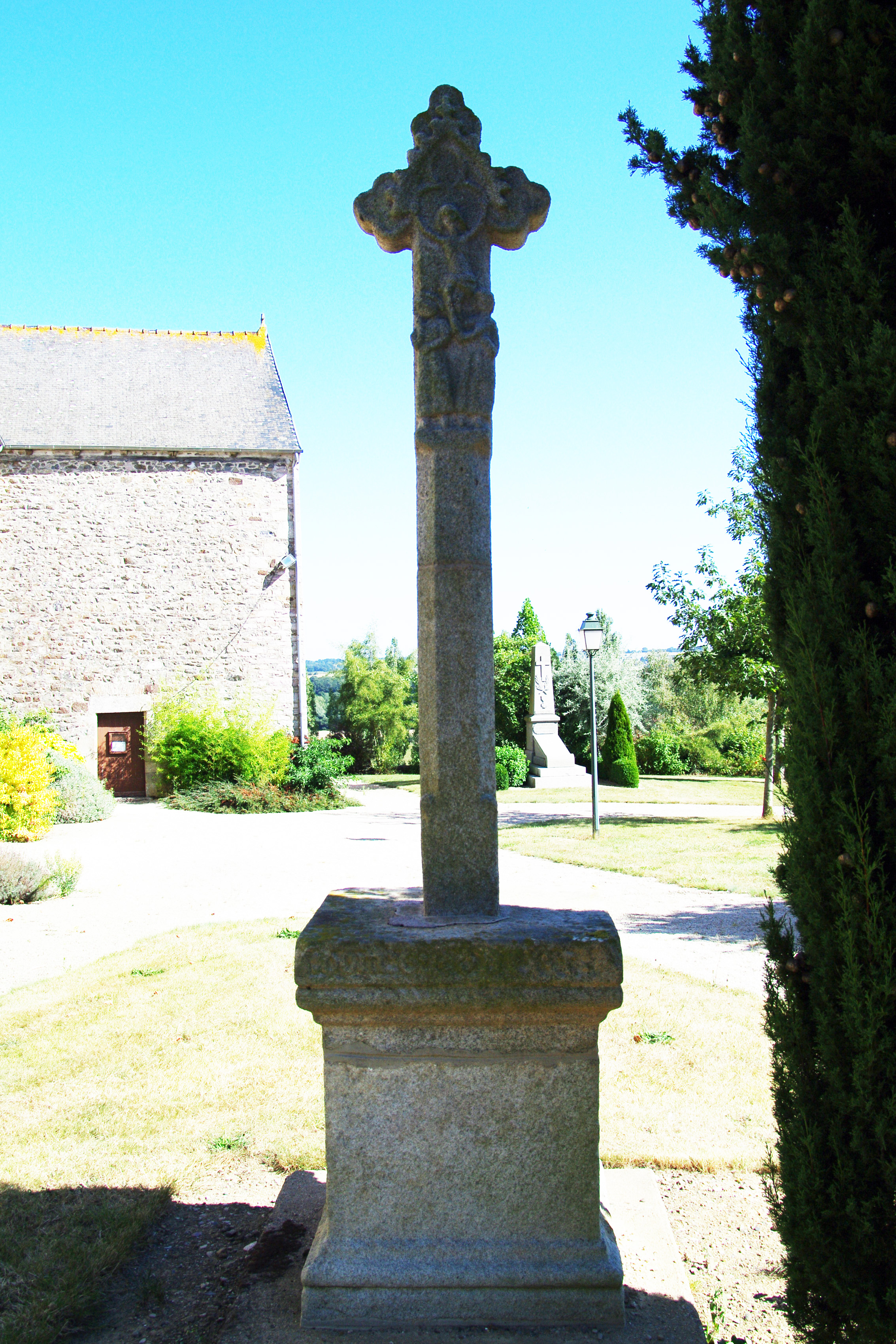
Croix en granit du XVe siècle.
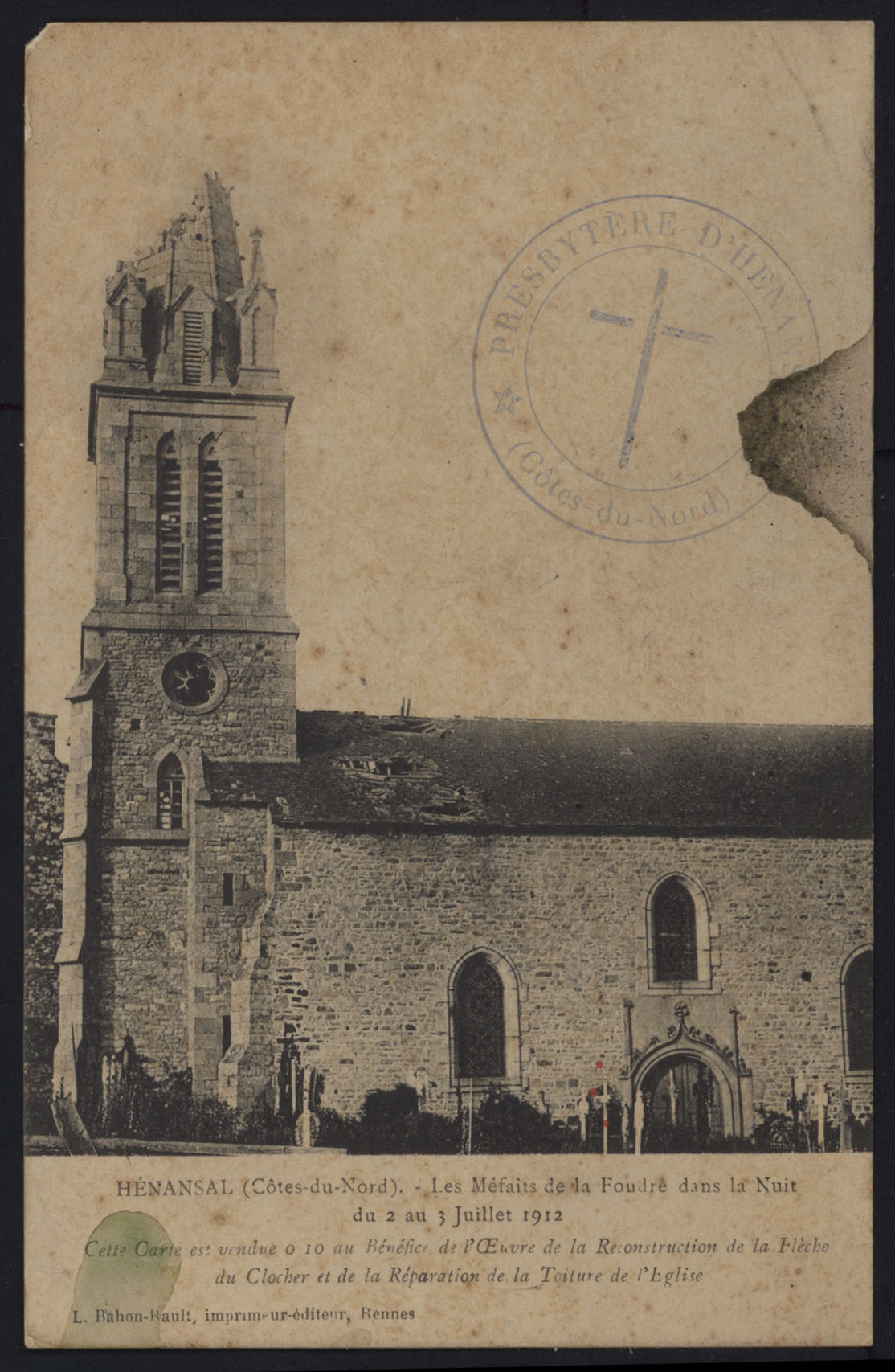
Clocher de l'église endommagé par la foudre en juillet 1912.

### Personnalités liées à la commune
- Joseph Édouard de La Motte-Rouge (1804-1883), général de division, député.
- Jean Hamon (1771-1835), conseiller municipal de 1800 à 1832.
- Alexis Legour (1797-?), officier de marine marchande, né à Port-Louis (Île Maurice), découvreur de l'Île Legour dans l'archipel des Chagos, est originaire d'Hénansal, par son père Louis Legour qui y est né[25].